# Distrito electoral federal 5 de Zacatecas

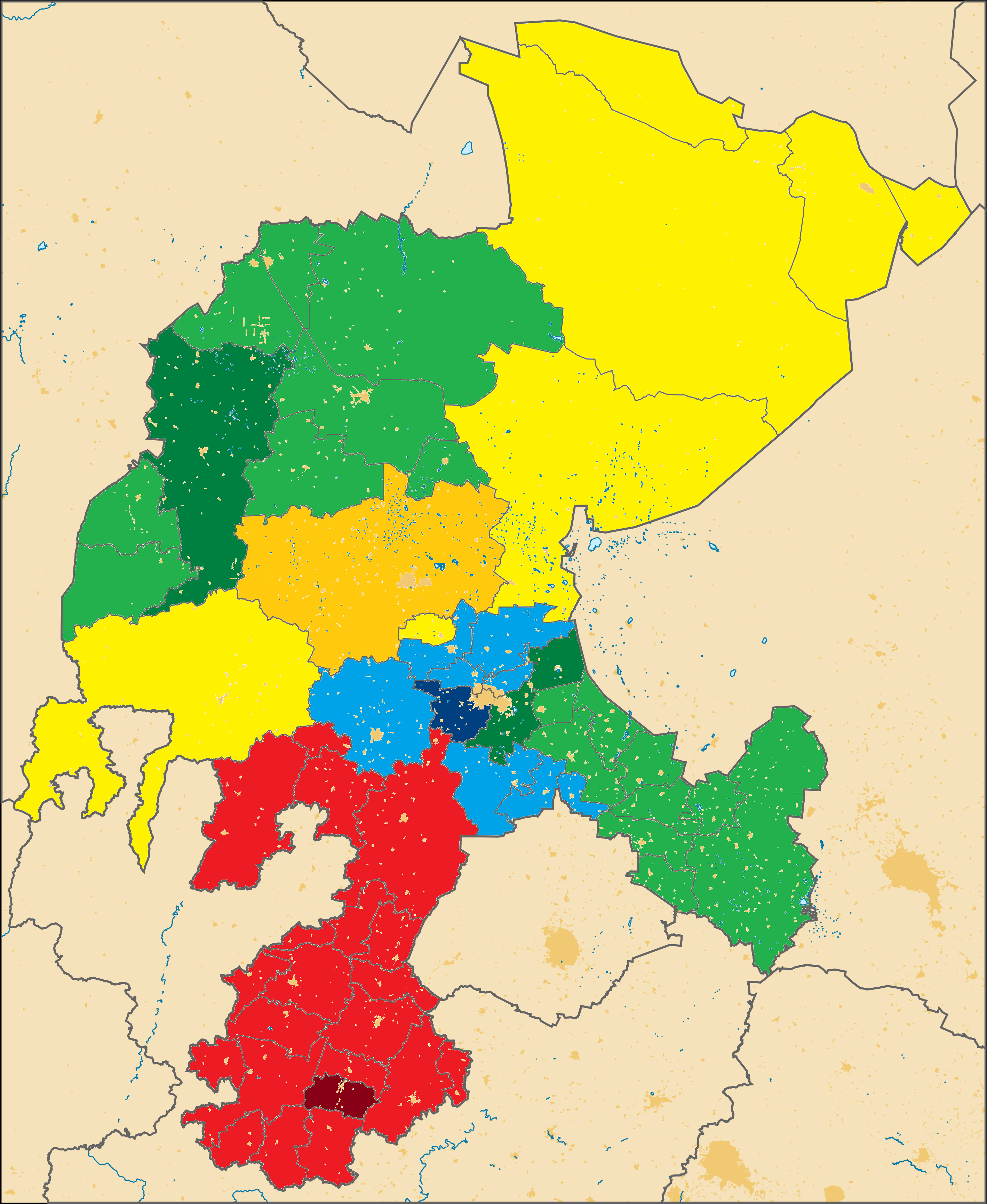
Distritos electorales federales del Estado de Zacatecas entre 1996 y 2005. El antiguo V Distrito aparece en color rojo y su cabecera se resalta.

El V Distrito Electoral Federal de Zacatecas fue un antiguo distrito electoral que existió en México para la elección de diputados federales. Su cabecera fue la ciudad Juchipila. 
El Quinto Distrito de Zacatecas existió entre 1977 y 2005, siendo creado por la reforma electoral de 1977 que incrementó los hasta entonces cuatro distritos electorales de Zacatecas a cinco, y fue suprimido en 2005 cuando los cambios demográficos en la zona dejaron de justificar su existencia. Estuvo conformado por los municipios de Apozol, Apulco, Atolinga, Benito Juárez, El Plateado de Joaquín Amaro, Huanusco, Jalpa, Juchipila, Mezquital del Oro, Momax, Monte Escobedo, Moyahua de Estrada, Nochistlán de Mejía, Susticacan, Tabasco, Tepechitlán, Tepetongo, Teul de González Ortega, Tlaltenango de Sánchez Román, Trinidad García de la Cadena y Villanueva.

## Diputados por el distrito
- LI Legislatura
  - (1979 - 1982): Aurora Navia Millán (PRI)
- LII Legislatura
  - (1982 - 1985):
- LIII Legislatura
  - (1985 - 1988):
- LIV Legislatura
  - (1988 - 1991):
- LV Legislatura
  - (1991 - 1994):
- LVI Legislatura
  - (1994 - 1997): Pedro López y Macías (PRI)
- LVII Legislatura
  - (1997 - 1998):
- LVIII Legislatura
  - (2000 - 2003): Silverio López Magallanes (PRI)
- LIX Legislatura
  - (2003 - 2006): Antonio Mejía Haro (PRD)